# Marc Lachièze-Rey
Pour les articles homonymes, voir Lachièze et Rey.
 (octobre 2014).
Marc Lachièze-Rey (né le 16 aout 1950 à Lyon,) est un astrophysicien, théoricien et cosmologue français du CNRS, qui, après des études supérieures au Lycée du Parc à Lyon puis à l'ENS Ulm et une thèse à l'Université Paris 7, travaille au laboratoire AstroParticule et Cosmologie (APC), à Paris. Il enseigne également à l'École centrale Paris. Ses publications scientifiques portent entre autres sur la topologie de l'espace-temps, la gravitation ou encore la matière noire.
Il a écrit de nombreux ouvrages de vulgarisation où il rappelle souvent le principe cosmologique, le lourd patrimoine historique et philosophique qui lui est associé, ainsi que les acquis, enjeux et perspectives actuelles de cette discipline. Il en a co-écrit quelques-uns avec d'autres physiciens tels que Jean-Pierre Luminet, Étienne Klein et Edgard Gunzig.

### Livres
- Connaissance du cosmos, Paris, Albin Michel, coll. « Sciences d'aujourd'hui », 1987, 231 p. (ISBN 2-226-02867-6, BNF 34963602).
- Marc Lachièze-Rey et Jean-Pierre Luminet, La Physique et l'infini, Flammarion, coll. « Dominos », 1994
- Marc Lachièze-Rey et Edgard Gunzig, Le rayonnement cosmologique : trace de l'univers primordial, Paris, Masson, coll. « De caelo », 1995, 216 p. (ISBN 978-2-225-84924-4 et 2-225-84924-2, OCLC 34644160, BNF 35800930).
- Étienne Klein et Marc Lachièze-Rey, La quête de l'unité : l'aventure de la physique, Paris, Albin Michel, coll. « Sciences d'aujourd'hui », 1996, 200 p. (ISBN 2-226-08830-X, ISSN 0246-5558, BNF 35851619)
- Figures du Ciel, Lachièze-Rey (Marc) et Luminet (Jean-Pierre), Seuil-BNF, 1998.
- L'infini, De la philosophie à l'astrophysique, Lachièze-Rey (Marc), Optiques Hatier, 1999.
- Au-delà de l'Espace et du temps : La nouvelle physique, Lachièze-Rey (Marc), Le Pommier, 2003.
- De l'infini, Lachièze-Rey (Marc) et Luminet (Jean-Pierre), Dunod, 2005.
- Les avatars du vide, Lachièze-Rey (Marc), Le Pommier, 2005.
- Initiation à la Cosmologie, Lachièze-Rey (Marc), 5e édition, Dunod, 2013.
- Voyager dans le temps : La physique moderne et la temporalité, Lachièze-Rey (Marc), Seuil, 2013[3].
- Einstein à la plage : La relativité dans un transat, Lachièze-Rey (Marc), Dunod, 2015[4].

### Films
- Infiniment courbe, Delesalle (Laure), Lachièze-Rey (Marc) et Luminet (Jean-Pierre), La Sept/Arte-CNRS, 1992.
- Quels temps font-ils ? Une introduction au temps des physiciens, Lièvre (Hervé), Klein (Étienne) et Lachièze-Rey (Marc), CERIMES - La compagnie des taxi-brousse, 2001, vidéo en ligne sur Canal-U : .